# Еротична історія
«Еротична історія» — кінофільм режисера Діто Цинцадзе, що вийшов на екрани у 2002 році.

## Зміст
Ніко пише еротичні історії. Натхнення до нього краще приходить у шумному барі, а не в тихому й затишному місці. Тим більше, що в пивній легше знайти супутницю на ніч, яка може дати нові ідеї для оповідань. Цього разу такою стає дівчина, яка запрошує Ніко до себе — не попередивши, що її колишній чоловік досі живе з нею під одним дахом. Для письменника це стало, м’яко кажучи, неочікуваним поворотом.

## Ролі
| Актор            | Роль |
| ---------------- | ---- |
| Сільвія Бухбайер | —    |
| Лаша Бахрадзе    | —    |
| Тобіас Ертель    | —    |

## Знімальна група
- Режисер — Діто Цинцадзе
- Сценарист — Діто Цинцадзе
- Продюсери — Регіна Циглер, Таня Медінг, Таня Циглер
- Композитор — Діто Цинцадзе